# کریکت
کریکت یا کرکت (به انگلیسی: Cricket) یا توپ دنده، یک ورزش تیمی است که در زمین چمن دایره‌ای یا بیضی شکل با شعاع میانگین ۷۵ متر میان دو تیم ۱۱ نفره بازی می‌شود. در مرکز زمین کریکت یک محوطه خاکی متراکم شده به طول ۲۲ یارد (۲۰٫۱۲ متر) وجود دارد. به این قسمت پیچ (به انگلیسی: Pitch) گفته می‌شود که در طرفین آن سه عدد چوب به نام استامپ (به انگلیسی: Stumps) وجود دارند و تمام این مجموعه با هم ویکت نامیده می‌شود. توپ کریکت دارای محیطی میان ۲۲/۴ تا ۲۲/۹ سانتیمتر و ۱۵۵/۹ تا ۱۶۳ گرم وزن دارد (برای آقایان). سطح آن از چرم و مرکز آن از چوب پنبه پیچیده شده در نخ پرشده است. چوبی که با آن به توپ ضربه می‌زنند بت (به انگلیسی: Bat) نام دارد. بیشترین طول آن ۹۶/۵ سانتیمتر و عرض آن در پهن‌ترین بخش ۱۰/۸ سانتیمتر بوده و تغییرات وزن آن از یک تا ۱/۴ کیلو است.

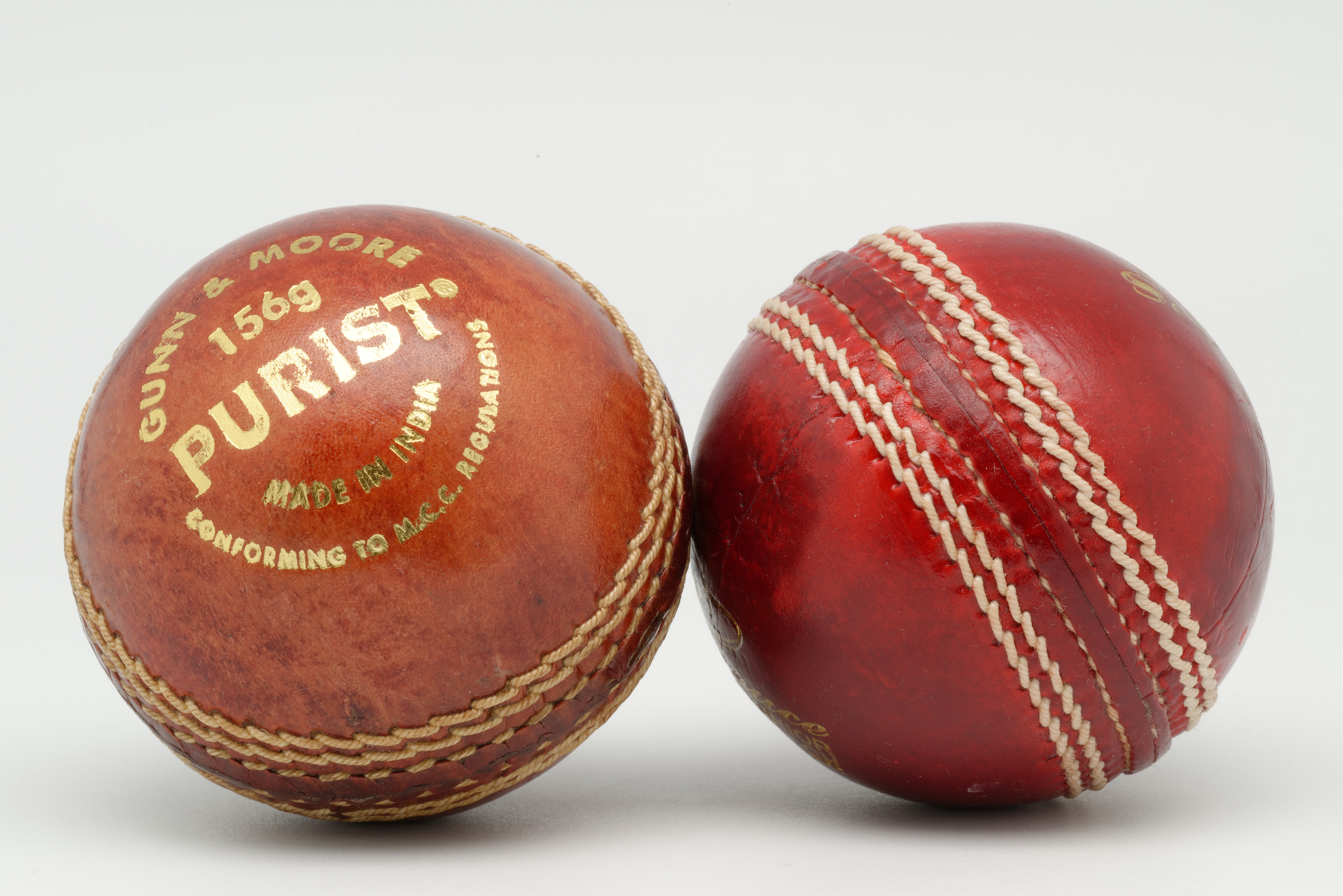
توپ کریکت از کنار و روبه‌رو

کریکت در بیش از ۱۵ کشور بازی می‌شود و محبوب‌ترین بازی در هند، بنگلادش، و پاکستان است. این بازی در انگلستان، ولز، زیمبابوه، نپال، یکی از پرطرفدارترین ورزش‌ها در این کشورهاست.
۲۱ نوع اوت در کریکت وجود دارد.

## تاریخچه کریکت

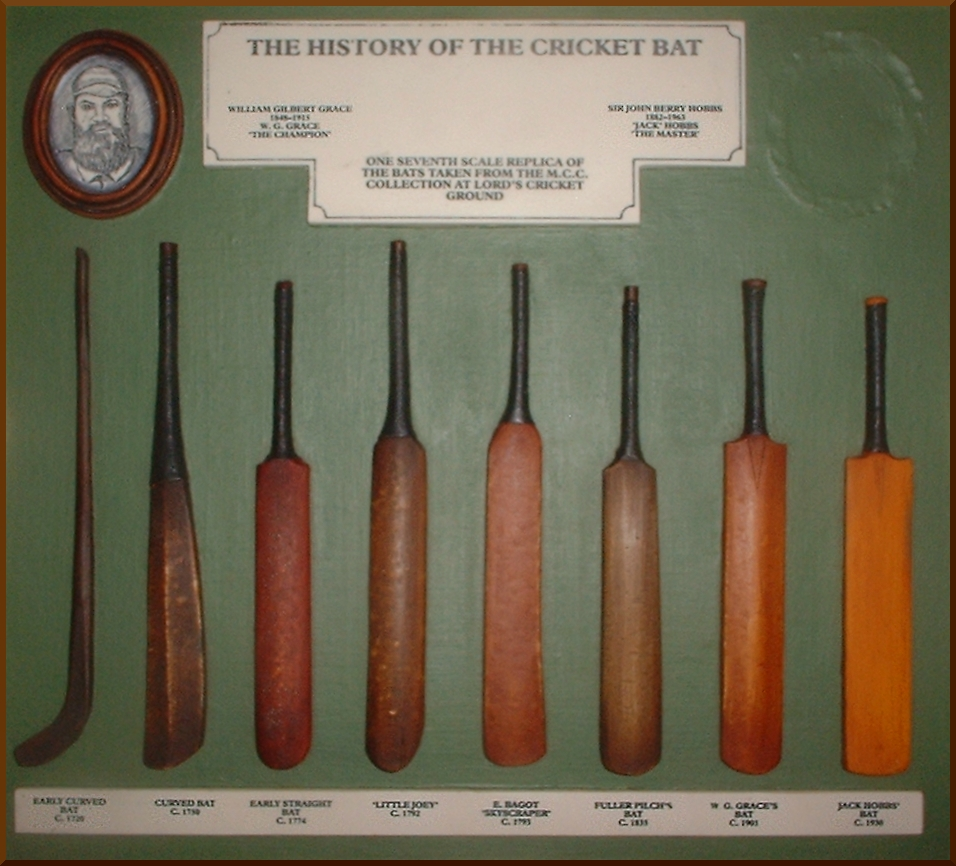
روند تحول چوب بیسبال در این عکس قابل مشاهده است.

تاریخ دقیقی از شکل‌گیری ورزش کریکت وجود ندارد و به باور برخی مفسران ورزشی، کریکت در آغاز بازی متداولی بین کودکان بوده که با توپی پشمی، یک چوب دستی و یک ابزار کشاورزی به این بازی می‌پرداختند و تا اوایل قرن هفدهم مستنداتی مبنی بر دخالت بزرگسالان در این بازی یافت نشده‌است. اما برخی دیگر نوشته‌اند که مبدأ این بازی از جایی شکل گرفته‌است که چوپان‌ها در دوران فراقت خود سنگ‌های اطراف‌شان را با چوب دستی به دور می‌زدند و ضمن سرگرمی از منطقه گوسفندان خود نیز مراقبت می‌کردند.
در هر صورت چیزی که دربارهٔ مبدأ این ورزش یافت می‌شود این است که انگلستان آغاز کنندهٔ کریکت بوده و توسط این کشور در سال ۱۷۴۴ قوانینی وضع شده تا جوامع بین‌المللی تحت یک بازی یکپارچه به رقابت بپردازند. اما قبل از آن بازی کریکت بین دو تیم کنت و سری در انگلیس به سال ۱۷۰۹ برمی‌گردد که از همان سال تاکنون رقابت جذاب و سختی با یکدیگر دارند. در آسیا ورزش کریکت محبوبیت خاصی در بین هندوستانیها و پاکستانیها دارد. نخستین بازی کریکت در آسیا را دریانوردان هندوستانی در سال ۱۷۲۱ بازی کردند و از آن زمان تاکنون به عنوان ورزشی پرطرفدار و محبوب بین هندوها مطرح است.

## نحوه بازی کریکت
کریکت یک بازی گروهی در فضای باز است که بین دو تیم ۱۱ نفری بر روی زمین چمن به صورت گرد که یک مستطیل خاکی همواره به طول ۲۲ یارد (۲۰٫۱۲متر) که در مرکز زمین واقع شده‌است، بازی می‌کنند. ویکت شامل سه عدد چوب به ارتفاع ۷۱ سانتی‌متر و با فاصلهٔ ۶ سانتی‌متر از هم قرار دارند روی زمین کوبیده شده‌اند.
تیم مهاجم برای زدن توپ دو نفر از بازیکنان خود را داخل زمین می‌فرستد که آنها می‌بایست توپ را زده و طول مستطیل خاکی را طی کنند یا با زدن توپ به خارج از محدودهٔ زمین امتیاز به دست آورند پس از اوت شدن ۱۰ نفر از مهاجم تیم‌ها جابجا می‌شوند.

### نحوه اوت شدن
- اگر پرتاب کننده موفق به شکستن ویکت با توپ شود.
- اگر ضربه زن با بدن خود تصادفاً باعث شکستن ویکت شود.
- اگر ضربه زن با بدن خود مانع از برخورد توپ به ویکت شود.
- اگر ضربه زن دوبار به توپ ضربه بزند.
- اگر بازیکن تیم پرتاب کننده قبل از اینکه ضربه زن به توپ ضربه بزند، توپ را بگیرد.
- اگر ضربه زن غیرمهاجم از منطقه کریز پاپینگ خارج شود.
- اگر ضربه زن خود از منطقهٔ کریز پاپینگ بیرون باشد.

## تعریف مهارتهای خاص کریکت

### ضربه زن (Batsman)
در هر تیم دو نفر با چوب جلوی ویکت‌ها می‌ایستد تا به توپ پرتاب شه توسط بازیکنان تیم مقابل ضربه بزنند به افرادی که با چوب به توپ ضربه می‌زنند، بتمن می‌گویند.

### پرتاب کننده (Bowler)

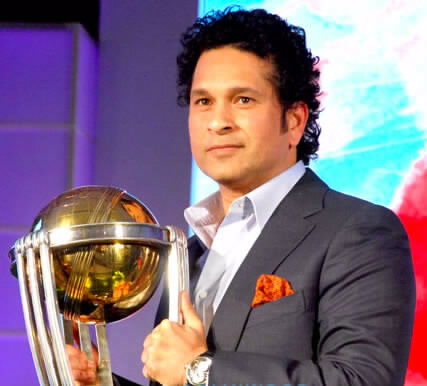
ساچین تندولکار، بهترین کریکت باز کشور هند

به افرادی که توپ را پرتاب می‌کنند باولر می‌گویند. هر باولر به تعداد هاورهای تعیین شده یعنی اگر ۵۰ هاور باشند، حق پرتاب ۱۰ هاور را دارد. و برای ۵۰هاور ۵باولر هستند. (به ۶ توپ پرتابی یک هاور می‌گویند)

### فلدینگ (Fielding)
فلدینگ شامل ۲ قسمت است.

#### کچینگ (Catching)
دور پیچ افرادی از تیمی که باید توپ را پرتاب کنند برای گرفتن توپ‌های ضربه خورده می‌ایستند، را کیچینگ می‌گویند یعنی توپ را باید قبل از برخورد به زمین مهار کنند که باعث اوت بتمن می‌شود.

#### گراند فیلدینگ (Ground Fielding)
افرادی که توپ‌های زمینی را مهار می‌کنند، گروند فلدینگ می‌گویند. اگر این افراد توپ گرفته شده قبل از اینکه بتمن امتیازی کسب کند و در محل تعیین شده نباشد و توپ به ویکت‌ها برخورد کند بتمن حذف می‌گردد.

### ویکت کیپر (Wicket Keeper)
کسی است که پشت بتمن به عنوان دروازه‌بان بازی کریکت ایستاده که مهم‌ترین نقش بازی را برعهده دارد.

## ۵ روش توپ‌گیری توسط کاسه ساختن دست
یکی از مهم‌ترین مهارتهای کریکت می‌باشد که همهٔ بازیکنان از آن استفاده می‌کنند.
دو تکنیک پرطرفدار برای گرفتن توپ وجود دارد. اولی آن است که دو دست مانند عکس زیر طوری قرار بگیرند که دو انگشت کوچک روی باشد، به این علت است که وقتی توپ نزدیک می‌شود، دو دست از همدیگر جدا نشوند.
در روش دوم فقط کافی است نوک انگشت کوچک با هم در تماس باشند. شما می‌توانید از روش دیگری استفاده کنید ولی باید مطمئن باشید که کاسه بزرگی را با دست خود ایجاد کرده‌اید. مانند روش قبل، این کار به چند دلیل مناسب است. توپ به کف دست شما برخورد کند که عکس العمل دست شما بستن است یعنی با این عمل توپ گرفته شده از دست شما خارج نمی‌شود.
در تمرین کیچینگ توصیه بر این است که روزانه با ۱۰۰ مرتبه تمرین، مهارت گرفتن توپ را به حداکثر برسانید.

## خطاهای ورزش کریکت
مهم‌ترین خطاها عبارتند از

### واید بال (Wide Ball)
در سمت بتمن دو خط عرضی وجود دارد. اگر باولر توپ را از این دو خط به بیرون پرتاب کند خطا محسوب می‌شود.

### نو بال (No Ball)
به خطایی گفته می‌شود که اگر باولر از خطی که تعیین‌کننده پرتاب توپ است جلوتر از آن پرتاب کند خطا محسوب می‌شود، که به این خطا نو بال می‌گویند.
و همچنین لازم است ذکر شود، علاوه بر اینکه ۱ امتیاز بتمن کسب می‌کند و نیز اگر باولر با پرتاب توپ دومی که باعث حذف بتمن شود، بتمن حذف نمی‌شود، زیرا با خطایی که باولر مرتکب شده جبران می‌شود.
خطاهای دیگری نیز وجود دارند اعم از:
- اگر توپ بالا تراز شانه پرتاب شود (باونس باول).
- اگر توپ به‌طور مستقیم (قبل از برخورد به زمین) به شکم برخورد کند.
- اگر یکی از بتمن‌ها پس از کسب امتیاز بدون اطلاع به داور از طرف دیگری بیتینگ کند، خطا محسوب می‌شود.

## قوانین کریکت
- هر تیم یک یا دو اینینگ (Inning) در هر بازی انجام می‌دهد.
- هر اینینگ از تعداد معینی آور (Over) تشکیل شده‌است که این آورها از تعداد معینی (۶ بول) بول یا پرتاب تشکیل می‌شوند.
- هربار که بولر یک توپ را به سمت بتسمن روانه می‌کند یک بول شکل می‌گیرد.
- هر اینینگ زمانی به پایان می‌رسد که تیم بولر بتواند ۱۰ اوت را انجام دهد.
- هرگاه بتسمن اوت شود باید به خارج از زمین برود.